# Franco Cervi
Franco Emanuel Cervi (ur. 26 maja 1994 w San Lorenzo) – argentyński piłkarz, najczęściej występujący na pozycji pomocnika. Obecnie zawodnik hiszpańskiego klubu Celta Vigo.

## Kariera klubowa

### Rosario Central
Wychowanek akademii Rosario Central swój debiut w lidze zanotował 9 listopada 2014 roku w wygranym 1-0 meczu przeciwko Estudiantes. W 66. minucie spotkania zastąpił on Hernana Encina. Pierwszą bramkę dla klubu zdobył 14 lutego 2015 roku w meczu przeciwko Racing Club.
25 lutego 2016 Cervi zadebiutował w rozgrywkach Copa Libertadores, kiedy rywalem Rosario Central był Nacional. Pierwszego gola w rozgrywkach międzynarodowych zdobył w wygranym 3-1 meczu przeciwko River Plate.

### Benfica
Niecały rok po debiucie w barwach Estudiantes, Cervi podpisał sześcioletni kontrakt z mistrzem Portugalii – Benfiką z klauzulą wykupu 60 mln euro. Do końca sezonu 2015/2016 reprezentował dalej barwy Rosario Central, a do Benifiki dołączył 24 czerwca 2016 roku. W nowej drużynie zaliczył wymarzony debiut zdobywając pierwszego gola w wygranym 3-0 meczu o Superpuchar Portugalii przeciwko Bradze. Został również wybrany najlepszym graczem na boisku.
29 grudnia Cervi stał się pierwszym graczem, który zdobywał bramki dla Benfiki we wszystkich portugalskich rozgrywkach w jednym sezonie – Supertaça, Primeira-Liga, Puchar Portugalii i Puchar Ligi. Ponadto, zdobył również bramkę w Champions League.

## Kariera międzynarodowa
Cervi został powołany do 35-osobowej reprezentacji Argentyny na turniej piłkarski letnich igrzysk olimpijskich w 2016 roku w Rio de Janeiro, jednak nie zdołał dostać się do ostatecznej 18-osobowej kadry.

## Wyróżnienia

### Klubowe
Benfica
- Primeira Liga: 2016/2017
- Puchar Portugalii: 2016/2017
- Supertaça Candido de Oliveira: 2016, 2017

### Indywidualne
- 2016 Supertaça Candido de Oliveira: Najlepszy zawodnik meczu